# Luoghi di Deltora
Elenco delle ambientazioni descritte nella saga fantasy di Deltora della scrittrice Emily Rodda.

## Deltora

### Terre del Topazio
le terre del Topazio sono quelle dove vive la tribù di Del, antica proprietaria del Topazio della cintura di Deltora.
- Le Foreste del Silenzio (Forest of Silence): sono tre foreste molto temute per la loro pericolosità, disposte verso nord, che partono nelle Terre del Topazio, con la Prima Foresta, e proseguono attraverso le Terre del Rubino, con la Foresta di mezzo e la Foresta Finale. I luoghi più importanti della Prima Foresta sono: 
il Sentiero di Wenn Del, un sentiero molto pericoloso per i viandanti che rischiano di essere catturati dagli Wenn, bizzarre creature che dopo aver confuso le prede con il loro ronzio, lo pungono come le vespe, paralizzandolo. Lief e Barda imboccano il sentiero incuranti del cartello di pericolo che incontrano, cosa che costa loro la cattura da parte degli Wenn.
La grotta del Wennbar, un antro dove ha posto la sua tana il Wennbar, creatura estremamente pericolosa, idolatrata dagli Wenn. Lief e Barda inizialmente si convincono che la pietra che stanno cercando (il Topazio) sia nascosta qui, ma vengono dissuasi da Jasmine, che gli spiega che al momento si trovano solo all'ingresso delle Foreste e aggiunge che nella grotta ci sono solo ossa e puzza.
Il nido di Jasmine, il luogo dove ha vissuto la ragazza insieme a Filli e Kree fino all'incontro con Lief e Barda. Jasmine vi ha accumulato tutto ciò che ha rubato alle Guardie Grigie.

- Le Colline di Os-mine (Os-Mine Hills) sono una catena di colline, considerate molto pericolose dai viandanti, estremamente selvagge, abitate dai Grugni, creature scimmiesche crudeli. Barda le nomina nel secondo libro, dicendo che la strada proposta da Jasmine per evitare le terre di Thaegan li obbligherebbe ad attraversarle. Nella seconda serie di libri Jasmine, Glock, Barda, Lief e Zigzag vi si recano per cercare i primi un ingresso alle Terre dell'Ombra e gli altri tre per trovarli. Questi ultimi vengono catturati dai grugni ma sfuggono loro. Dopodiché trovano l'ingresso alle Isole Pirrane e vi entrano. Nella terza serie viene risvegliato il Drago del Topazio, il quale inizia a dare la caccia ai grugni, che a suo dire si sono moltiplicati, e che si rivelerà un importante alleato.

- Il Fiume Del (River Del) è un fiume solo mostrato nella mappa di Doran sui territori dei draghi che sgorga dalle colline di Os-mine e sfocia a ovest di Del, appena fuori città.

- Del è la capitale del regno di Deltora, ed è il luogo di nascita di Lief. La città nella prima serie di libri è completamente in rovina, e gli abitanti sono allo stremo. Nella seconda serie ha avuto inizio la restaurazione della città che proseguirà nella terza. I luoghi principali di Del sono:
La fucina del fabbro, dove Adin forgiò la cintura di Deltora, e dove vive Lief. Il fatto che risalga ai tempi di Adin e la forgiatura della Cintura ne fanno un luogo di importanza storica notevole.
il Palazzo di Del, costruito da re Brandon, richiese quarant'anni di lavoro da parte dei Ralad per la sua costruzione, tanto che fu solo il figlio, re Lucan, a poterlo ammirare completo. Nella prima serie il Signore dell'Ombra l'ha conquistato e reso la sua base a Deltora, mentre nella seconda Lief vi si è stabilito, e la usa per ospitarvi i cortigiani. Nella terza vi è nascosta la quarta sorella, cosa che obbliga Lief a danneggiare il muro esterno del palazzo e la cappella. Manus il ralad, per fortuna, troverà un rimedio.

### Terre del rubino
Le terre del rubino sono quelle dove vive la tribù dei Ralad, antichi proprietari del rubino della Cintura di Deltora.
- Foresta di mezzo (Mid Wood): è la seconda delle Foreste del Silenzio, ed è il luogo dov'è custodita la prima pietra. L'unico luogo rilevante di questa foresta è Il Buio (The Dark), un antro costruito all'interno di una selva di liane coltivate dal gigantesco Gorl che conservava la prima pietra, il Topazio, mentre faceva la guardia ai Gigli della vita. Gorl ha fatto crescere le piante del Buio usando come concime i corpi di ogni animale o persona che si è avvicinata al luogo. Dopo la sua sconfitta le liane sono state distrutte dagli animali e i gigli sono sbocciati. Il motivo per cui il topazio si trova qui, nelle terre del rubino è che la foresta confina con le terre del topazio, e venendo divisa a metà, in un certo senso la pietra è ancora in queste terre.

- Foresta Finale (Last Wood): è l'ultima delle tre Foreste del Silenzio e si trova nelle Terre del Rubino. È l'ultima foresta ad essere visitata da Lief e Barda, nella terza serie di libri, e l'unico luogo particolare nominato è il frutteto, casa dei tremendi Guardiani del frutteto, dove crescono particolari piante da frutto che generano grossi frutti succosi che, mangiati senza buccia, inducono al sonno. La buccia stessa è l'antidoto.

- Nido del Drago (Dragon's Nest): è il luogo dove si celava la prima delle quattro sorelle, la Sorella dell'Est. Questa sorella, di aspetto simile a un uovo, è la prima a venire distrutta da Lief, con l'aiuto del Drago del Rubino

- Raladin: è la città dei Ralad, popolo famoso per la sua forza e le costruzioni che sanno costruire. Sono loro ad aver costruito la reggia di Del. Questo popolo aveva perso la voce a causa di un incantesimo di Thaegan, ma Lief, Barda e Jasmine li hanno liberati uccidendo la strega. Raladin si trova dietro una cascata. Sotto la città si trova una seconda città, costruita dai Ralad per sfuggire alle Guardie Grigie.

- D'Or: la città di D'Or, stando a quanto dice Destino, è abitata da un popolo giunto dal mare successivamente rispetto all'epoca di Adin. La città venne trasformata da Thaegan nel Lago delle Nebbie (Lake of Tears, Lago delle Lacrime), i suoi abitanti in mostri striscianti e il re di D'Or venne trasformato in Soldeen, un enorme pesce, mentre sua moglie si trasformò nella Roccia del Pianto, la fonte dell'acqua del lago, dove era nascosto il Rubino della Cintura di Deltora. Quando Lief, Barda e Jasmine hanno ucciso Thaegan, l'incantesimo è stato spezzato.

- Broome: è la città più ad est di Deltora. Questa città, costruita sulle rovine di Capra, l'antica città abitata dai capricorni, ora popolo nomade, si trova vicino al Nido del Drago. Questa è la città natale di Lindal, moglie di Barda. Le donne della città hanno la curiosa abitudine di tagliarsi i capelli a zero. Questa abitudine è dovuta all'antica presenza di molti draghi in questo territorio, che avevano l'abitudine di rapire le donne con lunghi capelli per imbottire i loro nidi con questi.

### Terre dell'Opale
Le terre dell'Opale sono le terre dove risiedeva la tribù delle Pianure, gli antichi proprietari dell'Opale della Cintura di Deltora.
- Fiume Largo (River Broad): è il fiume più lungo di Deltora. Esso scorre dalle montagne del nord fino a sfociare nel fiume Tor. Il fiume Largo è in parte artificiale, in quanto gli uomini delle pianure lo hanno allargato e deviato per impedire ai ratti di Hira di invadere le terre circostanti.

- Frutteto dell'Ape Regina: è il luogo dove l'Ape Regina produce il suo famoso succo di mele ed il suo raro miele. Questi due prodotti sono entrambi ricercatissimi, il primo in quanto energizzante ed il secondo per le sue capacità curative, al punto da riuscire a curare le strette degli Ol. Il figlio dell'Ape Regina, Steaven delle Api, commercia entrambi i prodotti.

- Bottega di Tom (Tom's Shop): un piccolo edificio situato sulla strada che porta ad Hira, con sul tetto l'insegna "TOM" visibile in egual maniera da tutte le direzioni. Tom qui accoglie ogni possibile cliente, dai membri della Resistenza ai servitori del Signore dell'Ombra come gli Akkalah-Rat, offrendo una gamma di articoli insoliti e un regalo gratuito per ogni cliente.

- Hira: Hira, la Città dei Topi (City of Rats, La Città dei Ratti), è il luogo d'origine del popolo di Norat ed il luogo dove era nascosto l'Opale della Cintura di Deltora. La città venne abbandonata quando gli accalappiaratti della città iniziarono ad allevare questi animali per ordine del Signore dell'Ombra. Inizialmente il motivo sembra essere esclusivamente la crescita di Reeah, il gigantesco serpente custode dell'Opale, ucciso da Jasmine quando stava per divorare Lief. Nella terza serie però si scoprirà che il piano del Signore dell'Ombra era quello di distruggere Deltora, se le Quattro Sorelle fossero morte, con un'enorme ondata di fango tossico soprannominato Marea grigia, risiedente sotto la città,che avrebbe ucciso tutto ciò che incontrava. Il piano è stato sventato da Lief, Barda, Jasmine e i Draghi di Deltora.

- Norat (Noradz): Norat è la città fondata dai discendenti degli abitanti di Hira. A Norat vigono le leggi della pulizia più assoluta, al punto da pulire giorno e notte qualunque cosa. La città conserva ancora usanze in ricordo dei tempi antichi: i piatti vanno coperti quando non li si usa per mangiare, i tavoli sono altissimi, il cibo caduto è male, gli animali piccoli e pelosi sono considerati terrificanti. I capi della città, gli Akkalah-Rat, sono in realtà servi del Signore dell'Ombra. È nella città che viene prodotto il cibo che arriva alla reggia di Del. Il loro giudizio avviene tramite l'uso della coppa sacra, una coppa da cui si estraggono due carte, sulle quali vi è scritto "Vita" o "Morte", che decidono il destino di chi le pesca. Tuttavia spesso i giudizi sono arbitrari, al punto da cambiare le carte con due carte "Morte".

### Terre del Lapislazzuli
Le terre del Lapislazzuli sono la terra nativa della tribù degli Stagni, cui è appartenuto il Lapislazzuli della Cintura di Deltora.
- Deserto delle Sabbie Mobili (The Shifting Sands): sono il luogo dove si trovava il Lapislazzuli della Cintura di Deltora. A quanto pare il deserto vero e proprio non include le Sabbie Mobili. Infatti una delle Guardie Grigie che rapiscono Lief, Barda e Jasmine a Rithmere dice che hanno superato le Sabbie Mobili poco prima, e questo prima di entrare nel Deserto. Il Deserto ospita in realtà le bestie delle sabbie, insetti giganti che si nutrono di umani, nascondendosi sotto la sabbia finché la preda non è a tiro. In realtà nel deserto comanda l'Alveare, un'entità collettiva composta da api simili a sabbia. Esso infatti ruba ai viaggiatori l'oro. Così afferma anche la poesia incisa su una stele all'ingresso del Deserto:

```
"LA MORTE SI AGGIRA TRA LE SUE PARETI DI ROCCIA ETERNA
DOVE TUTTI SONO UNO, E UNO SOLO GOVERNA.
SOTTO I MORTI CI SONO I VIVENTI
NELL'INSENSATA BRAMA DELL'ALVEARE DEI VENTI."
```

Questa entità si può tuttavia stordire con il fumo, come le api di un comune alveare.
- L'Imbuto (The Funnel): è un enorme vortice che si forma a seguito della caduta di una enorme cascata in un grosso cratere. È nell'Imbuto che Jack il Ridanciano tenta di gettare la Cintura di Deltora, ed è dietro la cascata che il Drago del Lapislazzuli ha deciso di entrare nel suo stato di sonno incantato.

- Rithmere: è la città dove Lief, Barda e Jasmine si fermano per partecipare ai Giochi di Rithmere. Si tratta di incontri di lotta libera, ideati in realtà dal Signore dell'Ombra per catturare i migliori combattenti e deportarli nelle Terre dell'Ombra. Il ricco premio di cento, o addirittura mille monete d'oro, serve solo come esca. Fardeep è originario di Rithmere. La Locanda dei Campioni (The Champion Inn) è il luogo dove alloggiano i partecipanti ai giochi di Rithmere. La proprietaria, Mamma Brightly, in realtà vende i vincitori dei giochi al Signore dell'Ombra.

- Valle Felice (Happy Vale): è il paese dove si fermano i Mascherati, cui si sono uniti anche Lief e i compagni. Il villaggio è stato abbandonato perché la vita era diventata insostenibile. Come attesta il cartello principale, l'acqua della fonte era piena di vermi e faceva venire le vesciche. I superstiti si sono dunque trasferiti a Purley. Quest'ultimo villaggio si trova probabilmente nelle Terre dell'Opale.

### Le Terre dello Smeraldo
Le Terre dello Smeraldo sono le terre dove vivono gli Gnomi della Montagna del Terrore, antichi possessori dello Smeraldo della Cintura di Deltora.
- La Fonte dei Sogni (Dreaming Spring): è una magica fonte presso cui i Kin abitano durante l'inverno. Da essa sgorga un'acqua speciale che permette di fare sogni che corrispondono alla realtà (ciò a cui si penserà prima di dormire lo si visiterà in sogno), ma che trasforma gli esseri malvagi in alberi. Nei pressi della fonte vi è infatti un messaggio che avverte questi ultimi di stare alla larga. Lief la prima volta pensa alla sua fucina e vi si ritrova in sogno. Scopre così che i suoi genitori sono stati catturati e li visita altre volte in sogno. In seguito Lief userà l'acqua per uccidere Gellick e per spiare il nemico.

- La Montagna del Terrore (Dread Mountain): è una montagna che si trova al confine di Deltora e delle Terre dell'Ombra, ed è il luogo dove si trovava lo Smeraldo della cintura di Deltora, custodito dall'enorme rospo Gellick. La montagna possiede una folta superficie di alberi Bullong, alberi spinosi che rendono il passaggio impossibile agli gnomi, che molto spesso rimangono intrappolati nelle proprie roccaforti. Come aggiungono la madre di Prin e le altre Kin ancora senza figli, il succo delle prugne degli alberi, è in grado di far riprodurre i Kin. Qui si trova la Roccaforte degli Gnomi, la cittadella dove gli Gnomi della Montagna del Terrore vivono e conservano il loro tesoro. Un tempo era occupata da Gellick, ma Lief lo ha ucciso facendogli bere l'acqua della Fonte dei Sogni, che lo ha trasformato in un albero. La montagna è inoltre rifugio di alcuni Vraal fuggiti dalle Terre dell'Ombra.

- La Porta delle Ombre (Shadowgate): la Porta delle Ombre è un passo di montagna dove vive la Sorella del Nord, che verrà uccisa dal Drago dello Smeraldo. Qui vi è anche un omonimo paese, piccolo e poco popolato, in cui sono nate Mariella e Kirsten, la guardiana della Sorella del Nord.

### Le Terre dell'Ametista
Le Terre dell'Ametista sono le terre dove risiede la tribù di Tora, antica proprietaria dell'Ametista della Cintura di Deltora.
- Fiume Tor (River Tor): è un fiume che sfocia nel mare a ovest di Tora. Il suo unico affluente è il Fiume Largo. Lief, Barda e Jasmine hanno il loro primo incontro con degli Ol proprio qui. In seguito si viene a sapere che il Tor è intensamente frequentato dai pirati. Doran l'Amico dei Draghi, quando usciva dalle grotte Pirrane, usciva vicino al Tor. La nave di Jack il Ridanciano, la Fortunata, navigava lungo questo fiume.

- Il Labirinto della Bestia (Maze of the Beast): è la gigantesca tana del Glus, dove è stata nascosta l'Ametista della Cintura di Deltora. Si tratta di un intricato sistema di grotte e cunicoli parzialmente allagati, dove il Glus cattura e divora le sue prede. Coloro che non vengono catturati dalla Bestia sono spesso visibili nelle pareti del labirinto, dal momento che l'acqua lattiginosa che gocciola dalle pareti delle grotte può indurirsi come pietra, intrappolando chi resta fermo troppo a lungo. L'unica via di uscita è attraverso lo sfiatatoio, per quanto il Glus abbia tappato il passaggio dopo la fuga di Lief e gli altri.

- Punta dello Scheletro (Bone Point): è il promontorio dove si trova l'omonimo faro. La zona circostante è spoglia e piatta. È qui che i Kin, Lief e i compagni vengono bloccati dal Drago dello Smeraldo.

- Faro di Punta dello Scheletro (Bone Point Lighthouse): il faro sull'omonimo promontorio, che rende sicura la navigazione per le navi che vengono da ovest. Venne spento da Han il Rosso, dopo aver rifiutato di ripagare un debito con Jack il Ridanciano. Nonostante Jack avesse rapito sua figlia Verity, l'uomo non spense la luce, perché la figlia lo implorò di non farlo. Quando però il Signore dell'Ombra prese Deltora, Jack uccise Verity, la figlia di Han, e lo trasformò in un cavallo, che usava per trainare il proprio carro. Dopo la sconfitta di Jack, Han riprese la sua forma umana e tornò al faro, riaccese la luce, permettendo così la ripresa delle comunicazioni e dei commerci tra Deltora e i paesi oltremare

- Le Dune Dormienti (Dreaming Dunes): sono il luogo dove è entrato nel sonno incantato il Drago dell'Ametista Veritas. Il Drago ha rischiato la morte dopo che la duna sotto cui dormiva si era appesantita, ma alla fine era stato salvato dai Torani.

- Fiumi Uniti (Where Waters Meet): è un villaggio distrutto dai pirati, che si trovava nel punto in cui il fiume Largo sfocia nel Tor. È qui che fa la sua comparsa Steaven delle Api.

- Tora: è la città della tribù dei torani. Nonostante avessero giurato eterna fedeltà al re, i Torani infransero il patto quando questi chiese loro asilo dopo l'attacco del Signore dell'Ombra. Questo causò la loro cacciata della città e li costrinse a vivere nella Valle degli Incantesimi. Quando Lief sconfisse Fardeep, i Torani furono liberati, e dopo che Lief divenne r, perdonò il loro atto e gli consentì di tornare a Tora. In seguito i Torani hanno aiutato il gruppo diverse volte.

### Terre del Diamante
Le Terre del Diamante sono quelle abitate dalla tribù degli Jalis, cui apparteneva il Diamante della Cintura di Deltora.
- La Valle degli Incantesimi (Valley of the Lost, Valle dei perduti): è il luogo dove è stato nascosto il Diamante della Cintura di Deltora. Si tratta di una valle nebbiosa, abitata da esseri simili a fantasmi (in realtà i Torani  trasformati a causa del voto di lealtà verso il re che avevano infranto), in cui gli animali non possono vivere e in cui sorge un sontuoso palazzo. Il Guardiano del Diamante che vi abita, il cui vero nome è Fardeep, era un tempo il proprietario della Locanda dei Campioni, ma in seguito venne cacciato, ed il Signore dell'Ombra lo trasformò in un suo servitore, mettendolo a guardia della valle. Quando Lief, Barda e Jasmine, seguiti da Neridah giunsero nella Valle, Fardeep li fece partecipare al suo gioco (sebbene Neridah avesse rifiutato e se ne fosse andata), che consisteva nello scoprire il suo nome, in realtà quello del re Endon. Lief risolse l'enigma ed ottenne il Diamante della Cintura, anche se si rivelò un trucco di Fardeep che aveva dato il Diamante vero a Neridah, sostituendolo con uno falso. In realtà Fardeep aveva dato il Diamante alla ragazza, in quanto sicuro che la sua maledizione avrebbe agito in fretta: Neridah, infatti, morirà annegata dopo una caduta in un fiume all'interno della valle, vittima della propria avidità. In seguito Lief liberò Fardeep, i Torani e la valle stessa dopo la sua vittoria.

- L'Isola Rossa (Blood Lily Island, Isola dei Gigli insanguinati): è l'isola che si trova di fronte all'isola delle Tenebre. Su quest'isola cresce una pianta carnivora particolare, i gigli carnivori. Jack il Ridanciano, travestito da sua sorella Alila, non dice a Lief e gli altri nulla riguardo ai gigli, rischiando di ucciderli. È su quest'isola che il Drago del Diamante fu divorato nel sonno dai gigli, sebbene fosse riuscita a deporre il suo uovo in tempo. Probabilmente, come dice Jasmine, quando il drago si è addormentato i gigli non c'erano, o formavano solo un anello intorno all'isola per protezione.

- L'isola delle Tenebre (Isle of the Dead, Isola dei Morti): è un'isola che si trova oltre l'Isola Rossa, dove è nascosta la Sorella dell'Ovest. Quest'isola è completamente spoglia, e l'unica creatura che ci vive è il mostro delle alghe. L'isola è spoglia per l'influsso della Sorella dell'Ovest, e probabilmente un tempo era unita all'Isola Rossa, come dimostra l'arco di roccia naturale che parte da un'isola e arriva all'altra.

- Jaliad: è la città, solo nominata e mostrata sulla mappa di Josef, sulla quale erano mostrate le ubicazioni delle Quattro Sorelle e di Hira, dove si ritiene viva il popolo degli Jalis, a causa dell'assonanza del nome.

## Isole Pirrane
Le Isole Pirrane sono il nome collettivo dei territori che si trovano nel mare sotterraneo sotto Deltora, composti da tre isole principali (Piuma, Auron e Keras) e diversi isolotti minori. L'unico ingresso si trova sotto le colline di Oss-Mine. È qui che i Pirrani custodiscono il Flauto di Pirra.
- Piuma (Plume): è il luogo dove si sono rifugiati i Pirrani che votarono Piuma come Pifferaio. L'isola è circondata dal mare e da una parete di roccia. Si tratta di un luogo piuttosto rigogliosa, anche se le piante che vi crescono sono diverse da quelle normali. L'isola era in possesso del bocchino del Flauto di Pirra. L'unico luogo noto nel mare circostante è La Luminosa (The Glimmer), una caverna dove viveva la Paura, un mostro simile ad un enorme polpo. I Piumani erano tenuti a donare un'offerta sacrificale all'anno altrimenti la Paura causava onde enormi che rischiavano di inondare Piuma. Dopo che Glock ha ucciso la Paura, La Luminosa è tornata ad essere un passaggio per Auron.

- Auron: è l'isola dove si sono rifugiati i Pirrani che votarono Auron come Pifferaia, e che possedevano la canna del flauto. L'isola attualmente è disabitata e non è dato sapere se gli Aurani siano tornati a viverci. Circondata da una cupola magica, il mare circostante era abitato dai feroci Arach, finché Lief e i suoi compagni non hanno distrutto la cupola e liberato la luce.

- Isola di Fango (Grub Island): un piccolo scoglio nelle vicinanze di Auron, su cui vivono i vermi soffiatori. Questi animali catturano ogni essere vivente che si avvicina all'isola paralizzandolo con il loro gas velenoso, poi lo coprono di fango e aspettano che si decomponga, succhiandone il liquido che ne rimane. Pare che il gas non funzioni sui ragni combattenti.

- Isola delle zattere (Auron Rafts): composta da un gruppo di costruzioni dove vivono gli Aurani. Queste case sono spostabili, cosicché si possa spostare tutta la città.

- Keras: è l'isola dove vivono i Pirrani che votarono per Keras come Pifferaio. Per raggiungere Keras bisogna attraversare il Passaggio Proibito, che pullula di Sanguisughe Volanti. I Kerani usano questi animali come esche per le ali di mare.

## Terre dell'Ombra
Le Terre dell'Ombra sono i territori che si trovano a nord di Deltora, oltre i monti. L'unico sentiero conosciuto che collega Deltora alle Terre dell'Ombra si trova accanto alla Montagna del Terrore. Le Terre dell'Ombra occupano la zona che molti anni prima era stata la terra di Pirra, che fu conquistata dal Signore dell'Ombra quando il Flauto di Pirra fu diviso.
- La Pianura dei Selvaggi (Dead Plain): è il luogo dove sbucano Lief, Barda e Jasmine. Questa pianura pullula di creature oscure, come gli scarabei carnivori, i Selvaggi e le Bestie dai Cento Occhi.

- La Discarica (Garbage Mounds): è il luogo dove vengono ammassate le Guardie Grigie "scadute". Infatti le Guardie dopo un po' iniziano a consumarsi e a sciogliersi. In questa zona si aggirano dei Vraal.

- La Fabbrica (The Factory): è una costruzione in cui il Signore dell'Ombra genera le Guardie Grigie. Esse crescono in enormi vasche, fino alla completa formazione. È qui inoltre che porta avanti il Progetto di Conversione, che consiste nell'introdurre nei cervelli dei Deltorani prigionieri nelle Terre dell'Ombra dei vermi testarossa e nel lasciarli tornare a Deltora per diffondere il Progetto, che verrà distrutto da Lief. Qui si trovano anche le prigioni.

- L'Arena (Shadow Arena, Arena dell'Ombra): è la costruzione in cui il Signore dell'Ombra riunisce gli schiavi ed i suoi uomini per fare annunci e per le esecuzioni. Nell'Arena combattono i Vraal ed è da qui che Destino fuggì per tornare a Deltora attraverso il sentiero che conduce ai piedi della Montagna del Terrore